# Never Be the Same
"Never Be the Same"는 카밀라 카베요의 노래이다. 가사 내용은 한 남자에게 마치 마약처럼 중독되어 버린 애절한 사랑에 대해 노래하고 있으며 자신의 팬들에게 바치는 노래이다.